# RiF010

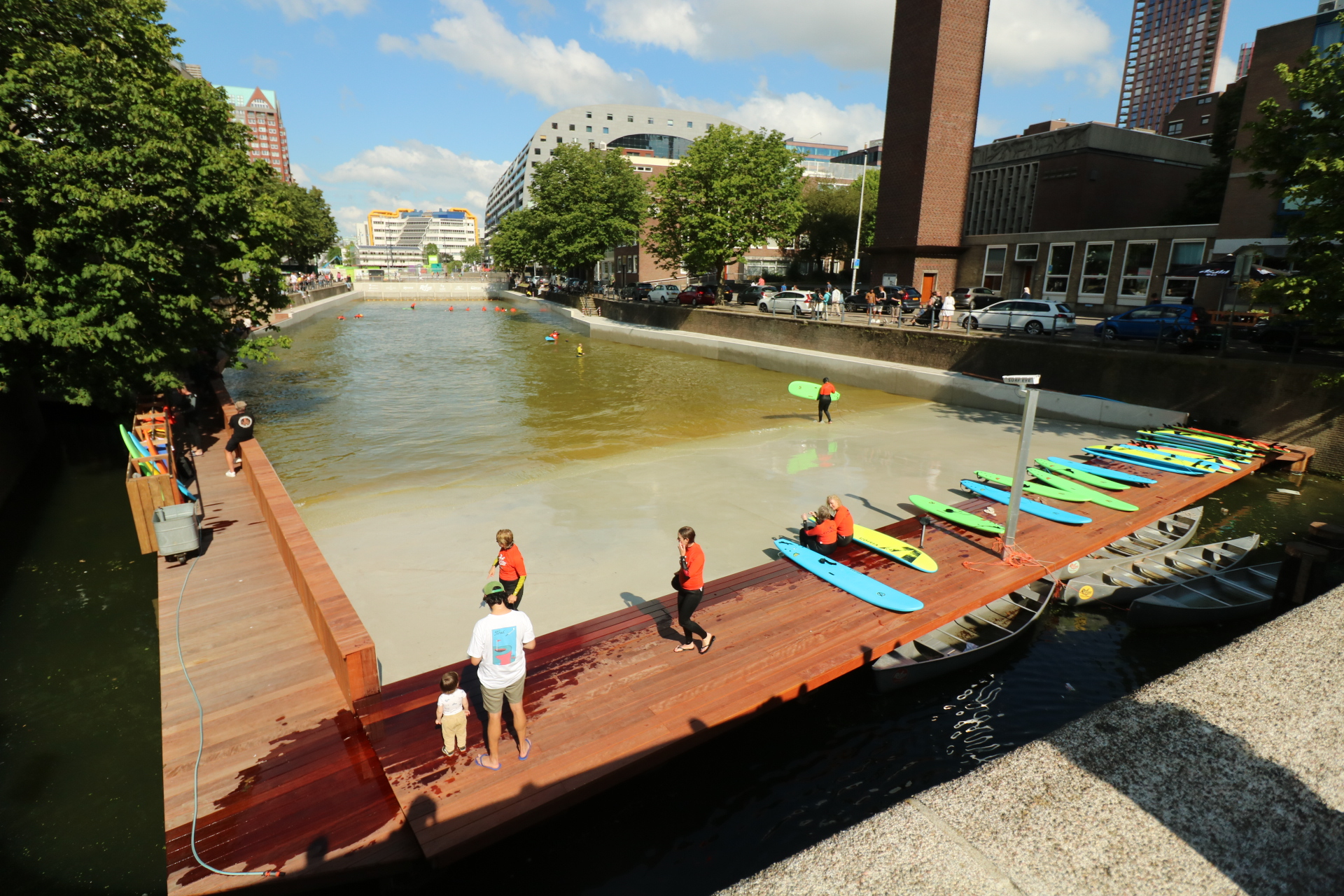
Overzicht van het bassin, gezien vanaf de Wezenbrug

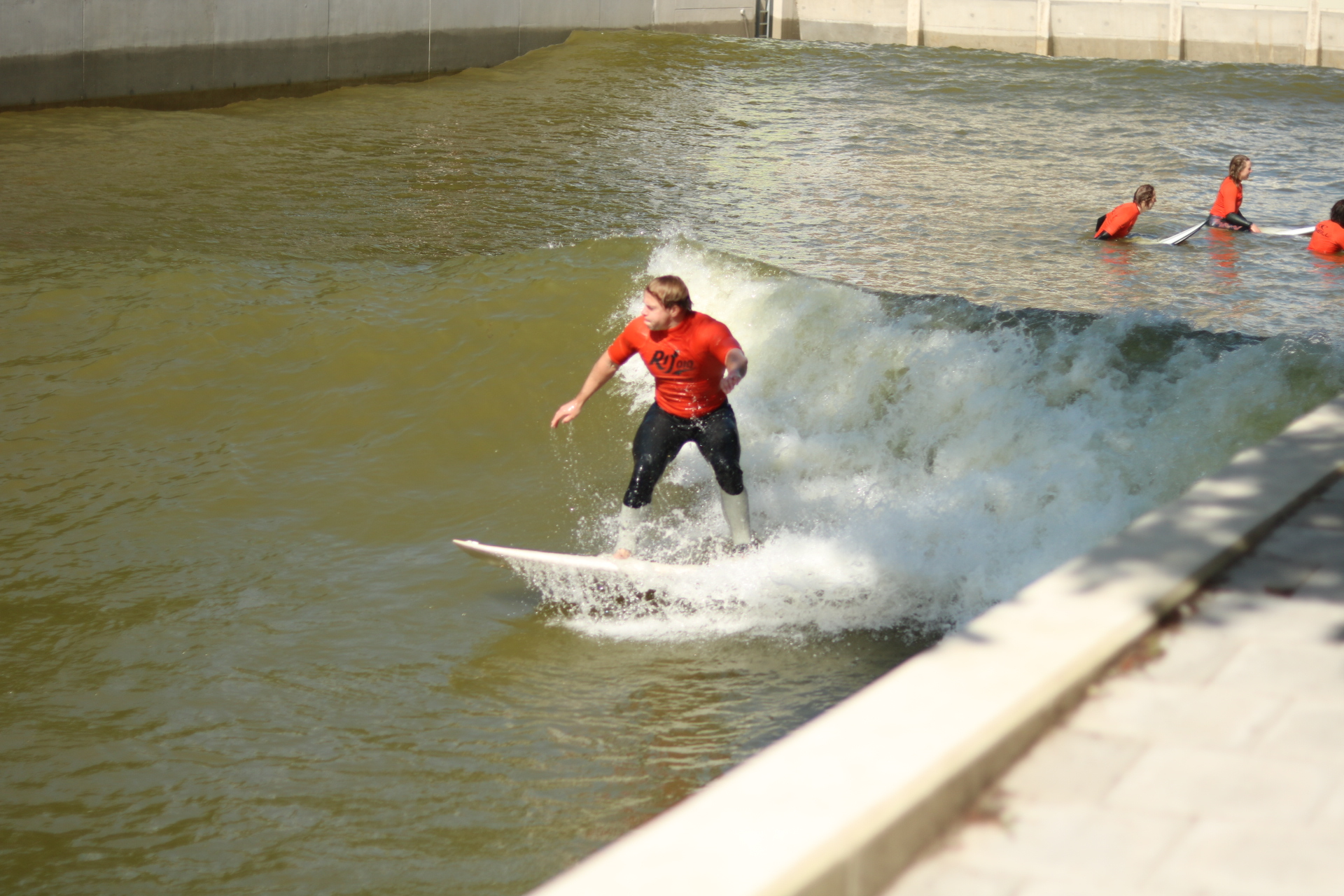
Een surfer in RiF010

RiF010 is een kunstmatig watersportgebied met waterbassin in en om de Steigersgracht, in hartje Rotterdam. Het gebied bevindt zich tussen de Hoogstraat en de Blaak; het waterbassin ligt tussen de Grotemarkt en de Wezenbrug, net achter de Markthal. Het gebied wordt beheerd door een gelijknamige non-profit stichting, die eventuele winst besteedt aan culturele en sportevenementen, en het bereikbaar maken van watersport voor de jeugd. Het bassin is een betonnen kuip van 130 bij ongeveer 22 meter, en bevat bijna vier miljoen liter water. Door RiF010 is Rotterdam de eerste stad ter wereld met een 'urban surfpool', waar men kan surfen midden in de stad. De officiële opening was op 6 juli 2024, met een surffestival en een surfwedstrijd.Deze surfwedstrijd, de Rotterdam Surf Open, keert na een succesvolle eerste editie jaarlijks terug. In 2025 vindt daarnaast ook nog de "Red Bull Pool Clash" plaats, een surfwedstrijd waarbij 1 op 1 wordt gesurfd.
Een luchtdruksysteem met acht motoren die het water met kracht omlaag pompen zorgt ervoor dat kunstmatige golven breken. Dat systeem, gecombineerd met diepteverschillen in de bodem, maakt dat in het waterbassin twee keer golven breken: de eerste golf is 1,5 meter hoog, de tweede een halve meter. Bij de grote golf kunnen in totaal 25 surfers tegelijkertijd de baan op. In het bassin kunnen bezoekers niet alleen surfen, maar ook bodyboarden, kajakken, en leren scubaduiken.

## Totstandkoming
In juli 2014 werd RiF010 in de Rotterdamse club BIRD uitgeroepen tot winnaar van het Stadsinitiatief 2014. Initiatiefnemer Edwin van Viegen, een voormalig filmmaker, kreeg een bedrag van 3 miljoen euro toebedeeld om zijn droom werkelijkheid te maken. Destijds was de verwachting dat in juni 2015 de eerste watersporters zouden surfen. Hiervoor was herziening van het bestemmingsplan nodig, waartegen omwonenden bezwaar maakten, uit angst voor geluids- en parkeeroverlast. Ook een projectontwikkelaar en parochiekerk Het Steiger maakten bezwaar. Juli 2015 stemt de gemeente, ondanks de bezwaren, in met de bestemmingsplanwijziging. De bewoners stapten naar de rechter, die hen in 2016 in het gelijk stelde en de vergunning vernietigde. De gemeente ging in hoger beroep, maar verloor in 2017 opnieuw. In 2019 kreeg RiF010 toch groen licht van de Raad van State, na concessies over openingstijden, geluidsoverlast en risicovermindering. Door de coronapandemie ontstond er opnieuw vertraging. Op 6 mei 2024 draaide de dochter van Van Viegen de waterkraan open, en sinds dat moment stroomt er water in het bassin. Later die maand testte Van Viegen de golven. In mei 2024 werden de totale kosten van het project door respectievelijk omroep Rijnmond en de Volkskrant geschat op 7 miljoen en meer dan 10 miljoen euro.
Op 7 januari 2025 viel Edwin van Viegen die het initiatief nam voor RiF010 in de prijzen bij de Rotterdam Marketing Awards. Deze prijzen worden jaarlijks uitgereikt aan personen die een belangrijke bijdrage leveren aan het imago van de stad.